# رالف فلانغن
رالف فلانغن (بالإنجليزية: Ralph Flanagan)‏ هو سباح أمريكي، ولد في 14 ديسمبر 1918 في لوس ألاميتوس في الولايات المتحدة، وتوفي بنفس المكان في 8 فبراير 1988.

## روابط خارجية
- رالف فلانغن على موقع الاتحاد الدولي للسباحة (الإنجليزية)
- رالف فلانغن على موقع قاعة مشاهير السباحة العالمية (الإنجليزية)
- رالف فلانغن على موقع أوليمبيديا (الإنجليزية)